# Vive le sport !
Pour plus de détails, voir Fiche technique et Distribution.

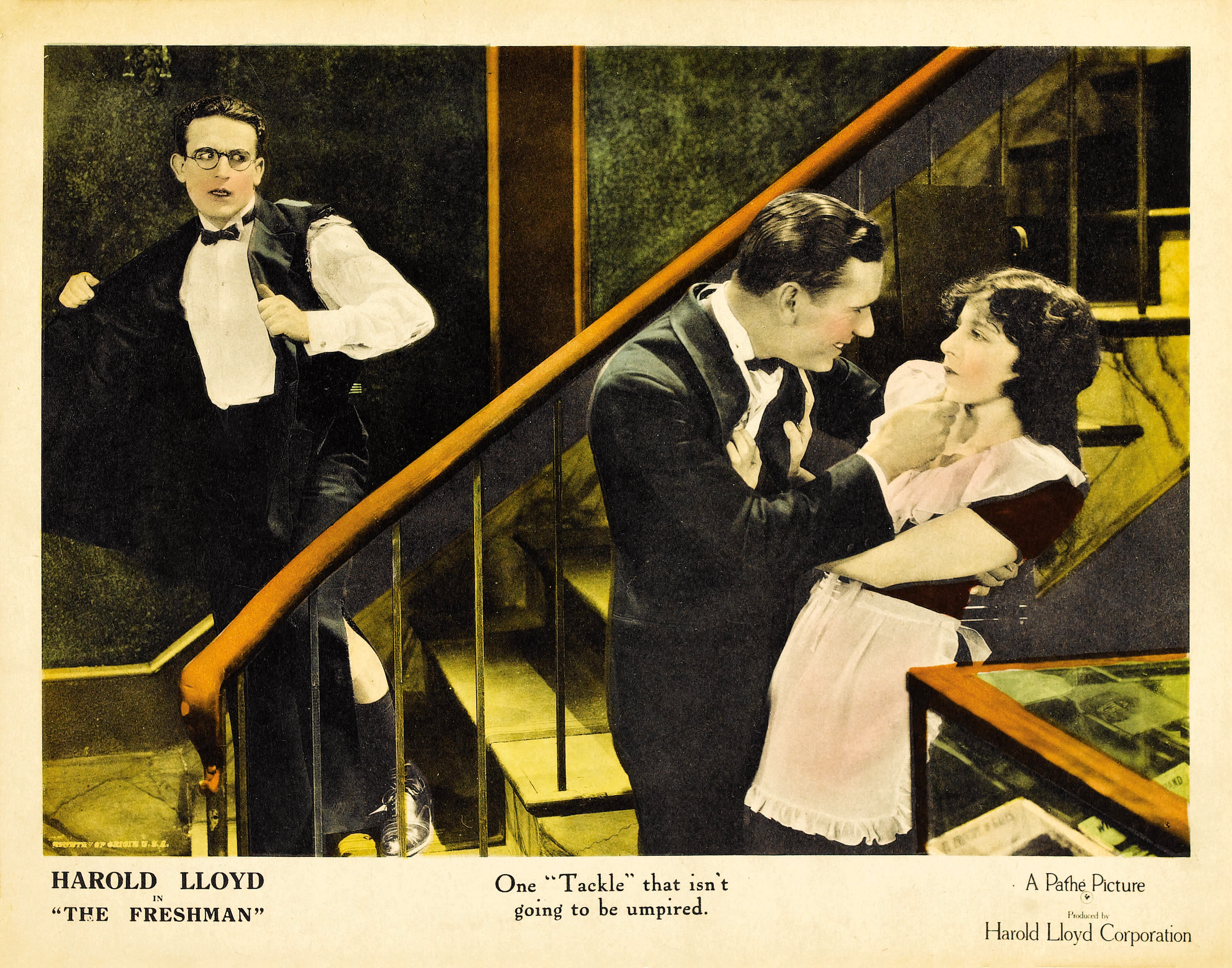
Harold Lloyd, Brooks Benedict et Jobyna Ralston

Vive le sport ! (The Freshman) est une comédie américaine, en noir et blanc et muet, réalisée par Fred C. Newmeyer et Sam Taylor, et sortie en 1925. 
Cette comédie burlesque met en scène le comique Harold Lloyd dans un film qui est considéré comme l'un de ses plus aboutis et est celui de ses films muets qui a rencontré le plus grand succès au moment de sa sortie,. Il a été dans le Top 10 des films de 1925 et fut sélectionné en 1990 dans le National Film Registry par la Bibliothèque du Congrès. En 2000, il fut classé 79e dans la liste des 100 meilleurs films comiques AFI's 100 Years... 100 Laughs de l'American Film Institute.

## Synopsis
Après des débuts difficiles durant lesquels il est mystifié par les anciens de deuxième année, Harold Lamb veut devenir la coqueluche de son université en intégrant l'équipe de football américain…

## Fiche technique
- Titre : Vive le sport !
- Titre original : The Freshman
- Réalisation : Fred C. Newmeyer, Sam Taylor
- Scénario : John Grey, Sam Taylor, Tim Whelan, Ted Wilde, Thomas J. Gray et Harold Lloyd (ces 2 derniers non crédités)
- Musique : Harold Berg (originale), Don Hulette (1974), Robert Israël (2002)
- Directeur de la photographie : Walter Lundin
- Montage : Allen McNeil
- Direction artistique : Liell K. Vedder
- Production : Harold Lloyd, The Harold Lloyd Corporation
- Pays de production :  États-Unis
- Genre : Comédie
- Durée : 76 minutes
- Dates de sortie :
  - États-Unis : 20 septembre 1925
  - France : 16 décembre 1925
  - Hong Kong : 26 août 1926
  - Finlande : 29 novembre 1926
  - Portugal : 18 mars 1929

## Distribution
- Harold Lloyd : Harold Lamb
- Jobyna Ralston : Peggy
- Brooks Benedict : Le séducteur
- James Anderson : Le héros
- Hazel Keener : La belle
- Joseph Harrington : Le tailleur
- Pat Harmon (en) : L'entraîneur
- Charles Farrell : Un étudiant (non crédité)
- Grady Sutton : Un étudiant (non crédité)
- Wallace Howe : Le jardinier (non crédité)
- Gus Leonard : Le serveur (non crédité)
- Charles Stevenson : L'assistant de l'entraîneur (non crédité)
- May Wallace : La mère d'Harold (non créditée)
- Pete the Pup (en) : Le chien (non crédité)

## Récompenses et distinctions

### Nominations
- Saturn Award 2006 :
  - Saturn Award de la meilleure collection DVD (au sein du coffret Harold Lloyd Collection)
- American Film Institute 2000 :
  - AFI's 100 Years... 100 Laughs : 79e

### Distinctions
- Bibliothèque du Congrès 1990 :
  - National Film Registry